# Fluorid rhodiový
Fluorid rhodiový je anorganická sloučenina s chemickým vzorcem RhF6. Je to jedna z mála sloučenin s rhodiem v oxidačním stavu +6.

## Příprava
Fluorid rhodiový je připravován reakcí kovového rhodia s nadbytkem fluoru:
Rh + 3 F2 → RhF6

## Vlastnosti
Je to černá nestálá pevná látka, která je velmi reaktivní.
Molekula fluoridu rhodiového má tvar oktaedru. V souladu s d3 konfigurací rhoditého kationtu je délka všech šesti vazeb Rh–F stejná (neprojevuje se zde Jahnův–Tellerův efekt), tj. 182,4 pm. Fluorid rhodiový krystalizuje v ortorombické krystalové struktuře s prostorovou grupou Pnma (Číslo 62) a parametry mřížky a = 932,3 pm, b = 847,4 pm a c = 491,0 pm.
Stejně jako některé jiné fluoridy kovů je fluorid rheniový silné oxidační činidlo. Napadá sklo a může dokonce reagovat s elementárním kyslíkem.